# Гартман, Рафаил Карлович
Рафаил Карлович фон Гартман (Фридольф Рафаэль фон Хаартман; 20 декабря 1839, Гельсингфорс — 1 марта 1902, Санкт-Петербург или Киото) — российский инженер и предприниматель финского происхождения.

## Биография
Родился в семье в Гельсингфорсе. Отец — Каарле Даниэль фон Хартман, был директором Аптечного управления. Мать — Мария Хелена Розина Францен.
В 1870 году фон Гартман переезжает в Санкт-Петербург, где занимает должность управляющего таможни, и начинает заниматься предпринимательством.
Он был учредителем Общества «Финляндского лёгкого пароходства» (Finska ångslups depot Ab), в Санкт-Петербурге он также владел верфью  (ныне — «Судостроительная фирма «Алмаз») и запустил зимний ледовый трамвай, организовал перевозку пассажиров в спальных вагонах между Хельсинки и Санкт-Петербургом. Он также учредитель акционерного общества Сибирских железных дорог (1888 год). В 1890 году он предложил проект зубчато-колесной дороги от Бахчисарая до Ялты. Под его руководством были построены две линии электрического трамвая и фуникулёры в Нижнем Новгороде (1895—1896 годы), организуется трамвайное движение в Севастополе (1897 год).
В 1897–1898 годах по поручению Министерства финансов провел исследование побережья Черноморской губернии и Сухумского округа, с целью выяснить, целесообразна ли постройка железной дороги между Новороссийском и Сухумом. Автор книги «По железной дороге от Туапсе до Сухума» (СПб., 1899).
Фон Гартман имел большое имение на берегу Чёрного моря, находившееся между Туапсе и Сочи. Организатор «Общества благоустройства дачной жизни в Териоках».

## Семья
Жена — Алиса Пинелло. Имел четверых сыновей и дочь.